# ヤマハ・MOTIFシリーズ

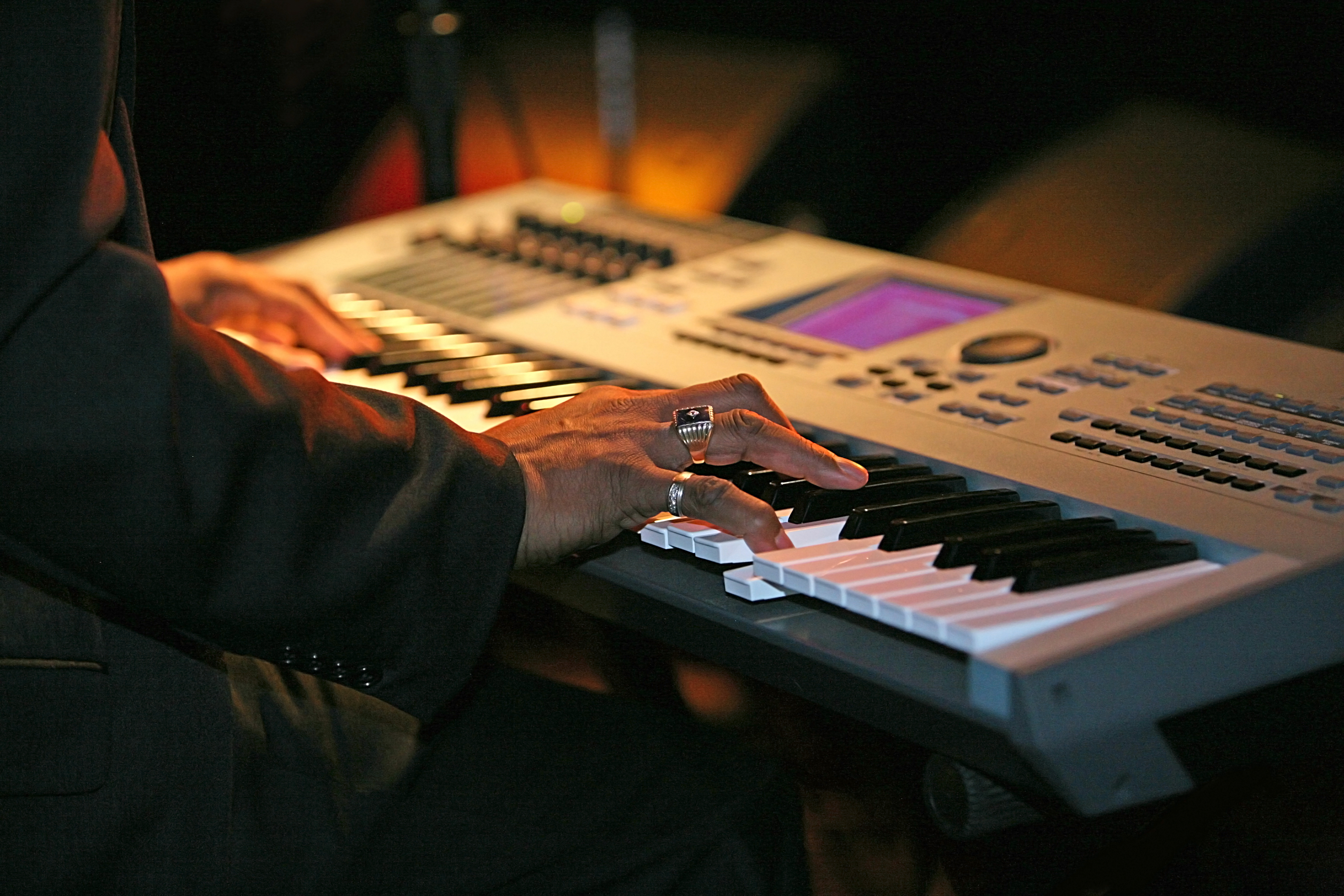
YAMAHA MOTIF XS

MOTIF（モチーフ）は、ヤマハが製造・販売するシンセサイザーの商品名である。
初代機は2001年8月に発売されたプロフェッショナル用シンセサイザーである。その後モデルチェンジを繰り返し、2016年5月までの長きにわたりシリーズ展開がなされた。

## 概要
ヤマハの従来のPCMシンセサイザーは、音色の線が細いと言われてきたが、MOTIFでは16ビット換算84MBのWAVE ROMを搭載し、分厚い音が出せるようになった。
「ヤマハシンセ 40th Anniversary」の特設サイトによると、マーケットの意見を取り入れ、「音が良いこと」「簡単に音楽制作ができること」「コンピューターインテグレーション」をキーワードにして、製作されたという。その結果、ヤマハ公式サイトによると、1990年代に発売されたミュージックワークステーションであるSYシリーズ・EXシリーズより多くのユーザーから支持され、レコーディングスタジオ・ツアー用のレンタル機材などの分野では、1980年代に爆発的な人気を得たDX7に勝るとも劣らない普及率を獲得しているという。
ミュージックワークステーションの分野においてSYシリーズ・EXシリーズの後継機種であるだけでなく、MIDIとサンプルを統合し、オーディオループのビートを自動的に検出して波形を分割し、それぞれに自然なリリースを付加することでテンポを変更してもサウンドに違和感を出さないインテリジェントなタイムストレッチを可能にした「Integrated SamplingSequencer（ISS）」はじめとする数々の機能が、RS7000・RM1x・SU200等同社のサンプリングユニットとグルーブギアから移植されており、それらの後継機種も兼ねている。
また、小室哲哉カスタマイズモデルも発売されており、小室哲哉をイメージキャラクターとして1980年代から1990年代に発売されたEOSシリーズの後継機種としても位置づけられる。
その後、2003年1月にはその音源モジュール版のMOTIF-RACK、同年8月にヤマハ、デジタルシンセサイザー発売20周年記念モデルとしてMOTIF ES、2004年12月にはそのESのモジュール版、MOTIF-RACK ESが発売された。
2005年にはMOTIF ESの廉価版としてMO6 / MO8が発売され、初心者にも垣根を広げている。2007年にはフラッグシップモデルとしてMOTIF XS、初心者用にMM6、2008年6月にはXSのモジュール版、MOTIF-RACK XSが発売された。
2010年9月15日にはMOTIF XFが発売された。2014年7月25日にはMOTIF XF WHが発売された。
2016年5月2日にMONTAGEシリーズが発売され、MOTIF XFは生産を終了した。また、2018年11月をもって音源モジュール版のMOTIF-RACK XSも生産完了となったが、MOTIFシリーズの廉価版であるMOXFシリーズとMXシリーズも現行機種である。

## 機種

### MOTIF 6 / MOTIF 7 / MOTIF 8
2001年に発売されたMOTIFシリーズの初代機。開発コードネームは「KANGAROO」。独特の音を出せるハイブリッドシンセシスを搭載したEX5の後継機として発売された。
EX5に搭載されていたVL音源やAN音源は搭載されておらず、プラグインボードで拡張する形式がとられた。PCM音源だけでは表現できない音色素材があり、またPCM音源でも本体メモリーに限界があって、もっと多彩で新しい音色素材をミュージシャンに提供するため、この形式が取られた。担当プロデューサー武田文光によると、先行するCS6x/S80の流れをくみ、それらをベースに演奏だけでなく制作にも使える音を補強するという自然な流れで開発されたという。
またシーケンサーも拡張されており、最大記憶音数もEX5の30,000音から110,000音にアップしている。テンポを変えてもサンプルがMIDIと同期するIntegrated Sampling Sequencerと呼ばれる機能を持った優秀なシーケンサーを搭載しているが、テンキーがないため、QYシリーズに比べて使いづらい。また、作成したMIDIデータを1曲ずつセーブする方法は、スタンダードMIDIファイルでないとできず、MOTIF独自形式のフォーマットでは内蔵シーケンサーにあるすべての曲データを一括してセーブする形式が取られている（ロードは1曲ずつ可能）。
3機種とも音源部の仕様は全て同じで、MOTIF6がFS鍵盤61鍵、MOTIF7がFS鍵盤76鍵、MOTIF8がバランスドハンマー鍵盤88鍵と、鍵盤数とキータッチのみが違いとなっている。
- 音源方式：AWM2
- 最大同時発音数：内蔵音源62音+プラグインボードの最大同時発音数
- プラグインボードスロット数：3
- 波形メモリー容量：84MB(16bit リニア換算時)
- 鍵盤数：MOTIF6=61鍵、MOTIF7=76鍵、MOTIF8=88鍵 （MOTIF6、MOTIF7：FS鍵盤、MOTIF8：BH鍵盤 3機種すべてにイニシャルタッチ・アフタータッチ）

坂本龍一は発売前にもかかわらず、TBSテレビの地雷ZEROキャンペーンの特別番組にて『ZERO LANDMINE』を演奏する際に、ヤマハ製MIDIグランドピアノの上にMOTIF7をセットしてスレーブ演奏している。

### MOTIF-RACK
MOTIF6、7、8のラック音源版。1Uラックマウントサイズ。
市場調査の結果、10万円前後の音源モジュールの売り上げが高いということから、実勢価格を抑えるため、そしてPCのソフトサンプラーに対抗するため、シーケンサー・サンプラーを省き、1Uラックサイズを採用したという。
そのためか、前機種ともいえるCS6RにはあったYAMAHAが推奨する次世代MIDI規格のmLANスロットは省略されている。
MOTIF6、7、8と波形メモリの容量は変わらないが、音色の数や、エフェクト数、最大同時発音数が強化されている。
MOTIF6、7、8よりも高品位なリバーブを搭載している。
MOTIF6、7、8では1パートのみだった、インサーション・エフェクトを最大4パート同時利用可能。
実売価格で10万円を切ったため、プロからだけでなく、アマチュアやDTM製作者からも支持を受けた。
PCからのエディットが前提とされている部分もあり、
マルチモードの場合、複数のボタンを押してパートの選択やそのエディットを行うため、
MUシリーズより使い勝手が悪いという意見もある。
- 音源方式：AWM2
- 最大同時発音数：内蔵音源128音+プラグインボードの最大同時発音数
- プラグインボードスロット数：2
- 波形メモリー容量：84MB(16bit リニア換算時)

### MOTIF ES6 / MOTIF ES7 / MOTIF ES8
MOTIF6、7、8のリニューアル版であり、ヤマハのデジタルシンセサイザー発売20周年の記念モデル。
最大同時発音数を128、メモリー容量を二倍以上の175MB、エフェクトを最大8パートまで掛けられる等、MOTIF6、7、8より大幅に機能が強化された。その他カラーリングやノブ・フェーダーのデザインが変更されたが、基本的な操作については変更はない。ちなみにシリーズ名の"ES"とはExpanded Systemの略である。またExcellent Soundの意味もかけている。本体にRAMを増設すると、付属のCD-ROMに入っているMOTIF6、7、8、そしてS90の波形、音色を取り込むことが可能である。キーボードメガボイスというさまざまな奏法の音色をキーナンバーとベロシティ方向にもアサインした音色を用意し、アルペジェーターと組み合わせると生楽器のニュアンスを再現できるようにしている。なお、筐体の色は「フェラーリレッド」も構想に上がっていたが、幻となった。
- 音源方式：AWM2
- 最大同時発音数：内蔵音源128音+プラグインボードの最大同時発音数
- プラグインボードスロット数：3
- 波形メモリー容量：175MB(16bit リニア換算時)
- 鍵盤数：MOTIF ES6=61鍵、MOTIF ES7=76鍵、MOTIF ES8=88鍵 （ES6、ES7：FS鍵盤、ES8：BH鍵盤 3機種すべてにイニシャルタッチ・アフタータッチ）

### MOTIF-RACK ES
MOTIF ESの音源モジュール版。1Uラックマウントサイズ。MOTIF-RACK同様、シーケンサー・サンプラーは割愛している。
- 音源方式：AWM2
- 最大同時発音数：内蔵音源128音+プラグインボードの最大同時発音数
- プラグインボードスロット数：2
- 波形メモリー容量：175MB(16bit リニア換算時)

### MO6 / MO8
MOTIF ESをベースに初心者用としてダウンサイジングされたモデル。シーケンサーを内蔵したワークステーションタイプだが、サンプラー、プラグインボードスロットは省略されている。MO6の重量は10.4kgであり、持ち運びも考慮されている。
- 音源方式：AWM2
- 最大同時発音数：64音
- 波形メモリー容量：175MB(16bit リニア換算時) 1859ウェーブフォーム
- ボイス数：プリセット512ノーマルボイス＋64ドラムキット、GM＝128ノーマルボイス＋1ドラムキット、ユーザー：128ノーマルボイス×2バンク＋32ドラムキット
- パフォーマンス数：256
- エフェクト：リバーブ×20、コーラス×49、インサーション×116×3系統、マスターエフェクト×8、マスターEQ、パートEQ
- 鍵盤数：MO6=61鍵（LC鍵盤）、MO8=88鍵（バランスドハンマー鍵盤）

### SDX4000
MO6の学校向けとしてプリセット音色のうち128音色を学校向けに差し替えたモデル（2007年8月発売）。単体の型番はMO6S。ただし単品販売はされず、外部スピーカー・専用スタンドとセットで販売されていた。パネル表記は日本語となっている。

### MOTIF XS6 / MOTIF XS 7 / MOTIF XS8
355MBのウェーブROM（1,024（プリセット）+384（ユーザー）のノーマルボイスと64（プリセット）+32（ユーザー）ドラム）を装備し、ビンテージサウンドをシミュレートするVCMエフェクトを新たに採用している。6000以上のパターンを持ち、パフォーマンスモードでは4機を同時使用可能なアルペジェーター、PCとLAN接続可能なイーサネットポート、320×240 5.7インチカラー液晶ディスプレイなど多数の新機能を装備したモデル。その代わり従来あった、プラグインボードスロットは操作や設定が煩雑であるということ、波形の大容量化、元の楽器が持っている特性を表現できるXA機能が追加したことを理由として、廃止されており、PCM音源のみとなっている。鍵盤数は従来のモデルと同様、61,76,88と用意されている。61,76鍵盤モデルは従来のFS鍵盤から、さらに改良が施されたFSX鍵盤に切り替わった。2007年3月発売。
「Extensions for Steinberg DAW」をインストールすれば、本体のソングデータをUSB経由でCubaseシリーズに読み込むことができる。
- 音源方式：AWM2+アーティキュレーション機能
- 最大同時発音数：128音
- 波形メモリー量：355MB相当（16bit リニア換算） 2670ウェーブフォーム
- ボイス数：プリセット：1,024ノーマルボイス+64ドラムキット、GM：128ノーマルボイス+1ドラムキット、ユーザー：128×3（プリセットからのピックアップ）ノーマルボイス+32ドラムキット
- パフォーマンス数：ユーザー：128×3音色（最大4パート）
- エフェクト：リバーブ×9タイプ、コーラス×22タイプ、インサーション（A、B、L）×53タイプ×8系統、マスターエフェクト×9タイプ、マスターEQ（5バンド）、パートEQ（3バンド、ステレオ）
- 鍵盤数：MOTIF XS6=61鍵、MOTIF XS7=76鍵、MOTIF XS8=88鍵 （XS6、XS7：FSX鍵盤、XS8：BH鍵盤　3機種すべてにイニシャルタッチ・アフタータッチ）

### MOTIF-RACK XS
MOTIF XSの音源モジュール版。1Uラックマウントサイズ。MOTIF-RACKやMOTIF-RACK ES同様、シーケンサー・サンプラーは割愛している。
- 音源方式：AWM2
- 最大同時発音数：内蔵音源128音
- 波形メモリー容量：355MB(16bit リニア換算時)

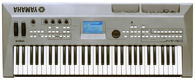
YAMAHA MM6

### MM6 / MM8
MOTIFシリーズから移植した70MBのウェーブROMを装備。8トラック＋8パターンのシーケンサー、213タイプのアルペジェーターを内蔵。幅広いジャンルのパターンがプリセットで168入っている。MOTIFの初心者などに向けた廉価版モデルになり、MM6は6万円前後の価格帯でのワークステーションとなる。2007年1月発売(MM8は2008年8月)。
- 音源方式：AWM2
- 最大同時発音数：32音
- 波形メモリー量：70MB相当(16bit リニア換算)
- ボイス数：プリセット：418ノーマルボイス+22ドラムキット、GM：128ノーマルボイス+1ドラムキット
- パフォーマンス数：64(8バンク×8)
- エフェクト：リバーブ×25タイプ、コーラス×30タイプ、バリエーション×189タイプ
- 鍵盤数：MM6=61鍵、MM8=88鍵(GHS鍵盤)

### MOTIF XF8 / MOTIF XF7 / MOTIF XF6
741MBのウェーブROMを装備。外見構造は前モデルのMOTIF XSとほぼ変わらないが、それまでのMOTIFシリーズと異なり、筐体の色がブラックを基調としたものとなった。ヤマハによると今までのノウハウを集約した「MOTIFシリーズの集大成とも言うべきモデル」。
オプションのフラッシュメモリーエクスパンションモジュール「FL512M/FL1024M」によって、最大2GBのコンテンツ拡張することができる。最大記録音数は約130,000音と、他社のフラッグシップ機と比べるとシーケンサーの容量は控えめである。それは、この機種に付属されているCubaseなどのDAWソフトとの連携で運用することが考慮されているためである。MOTIF XSより音の出力部のアナログ回路をブラッシュアップし、音のスピード感や音圧を増すようにしている。また、クラビネット等キーボーディスト用の手弾き系音色を強化している。
- 音源方式：AWM2+アーティキュレーション機能
- 最大同時発音数：128音
- 波形メモリー量：741MB相当 (16bitリニア換算)、3,977ウェーブフォーム
- ボイス数：プリセット: 1,024ノーマルボイス+ 64ドラムキット GM: 128ノーマルボイス+1ドラムキット ユーザー: 128ノーマルボイス×4 バンク+32ドラムキット
- パフォーマンス数：ユーザー: 128×4音色(最大4パート)
- エフェクト：リバーブ×9タイプ、コーラス×22タイプ、インサーション(A、B)×53タイプ×8パー ト(計16基)、ボコーダー×1(インサーションA、Bを一組として使用)、マスターエフェク ト×9タイプ <各エフェクトタイプにプリセットプログラム搭載(計320)> マスターEQ (5バンド）、パートEQ (3バンド、ステレオ）
- 鍵盤数：MOTIF XF6=61鍵、MOTIF XF7=76鍵、MOTIF XF8=88鍵 （XF6、XF7：FSX鍵盤、XF8：BH鍵盤　3機種すべてにイニシャルタッチ・アフタータッチ）

### MOTIF XF8 WH / MOTIF XF7 WH / MOTIF XF6 WH
ヤマハ シンセサイザー発売40周年を記念したモデル。前述のMOTIF XFの筐体の色を白色に改めている。機能は前述のMOTIF XFと同一。MONTAGEの登場により、事実上MOTIFシリーズのラストモデルとなった。YAMAHAシンセサイザー40周年記念(40th Anniversary)モデルとして企画された経緯により、発売当初はYAMAHAの歴代シンセの波形を収めた512MBフラッシュメモリがキャンペーンとして提供された。
- 音源方式：AWM2+アーティキュレーション機能
- 最大同時発音数：128音
- 波形メモリー量：741MB相当 (16bitリニア換算)、3,977ウェーブフォーム
- ボイス数：プリセット: 1,024ノーマルボイス+ 64ドラムキット GM: 128ノーマルボイス+1ドラムキット ユーザー: 128ノーマルボイス×4 バンク+32ドラムキット
- パフォーマンス数：ユーザー: 128×4音色(最大4パート)
- エフェクト：リバーブ×9タイプ、コーラス×22タイプ、インサーション(A、B)×53タイプ×8パー ト(計16基)、ボコーダー×1(インサーションA、Bを一組として使用)、マスターエフェク ト×9タイプ <各エフェクトタイプにプリセットプログラム搭載(計320)> マスターEQ (5バンド）、パートEQ (3バンド、ステレオ）
- 鍵盤数：MOTIF XF6 WH=61鍵、MOTIF XF7 WH=76鍵、MOTIF XF WH8=88鍵 （XF6 WH、XF7 WH：FSX鍵盤、XF8 WH：BH鍵盤　3機種すべてにイニシャルタッチ・アフタータッチ）

### MOTIF QUIT30 EDITION TETSUYA KOMUROモデル
完全受注生産。avexが企画して販売するMOTIF XF6 WHの小室哲哉カスタマイズモデル。サイドのオリジナルカラーレッドに加え、サイン入りプレート付でカバーにはTM NETWORKのツアータイトル「QUIT30」が施され、1台1台に小室本人がサインを書いている。TM NETWORK楽曲の音色が再現され、このモデルのためだけに作られたサンプル音源も装備している。mu-moショップまたはTM NETWORKのコンサートツアー会場で申し込むことができた（販売完了）。

### MOX6 / MOX8
MO6 / MO8 の後継として、MOTIF XSをベースに軽量化と低価格化がされたモデル。MOX6の重量は7.0kg、MOX8の重量は14.8kgであり前モデル比で約30％の軽量化を実現している。2011年5月16日発売。
- 音源方式：AWM2+アーティキュレーション機能
- 最大同時発音数：64音、ただしシーケンサー部の最大同時録再音数は128音
- 波形メモリー容量：355MB相当(16bitリニア換算)、2,670ウェーブフォーム
- ボイス数：プリセット: 1,024ノーマルボイス GM: 128ノーマルボイス ユーザー: 128×3 (プリセットからのピックアップ) ノーマルボイス
- パフォーマンス数：256
- エフェクト：リバーブ×9タイプ、コーラス×22タイプ、インサーション(A、B)×54タイプ×3系統、 ボコーダー×1(インサーションA、Bを一組として使用)、マスターエフェクト×9タイプ、 マスターEQ (5バンド）、パートEQ (3バンド、ステレオ）
- 鍵盤数：MOX6=61鍵（セミウェイテッド鍵盤）、MOX8=88鍵（GHS鍵盤）

### MX49 / MX61
MOTIFシリーズ直系の音色を搭載し、打ち込み機能と本体のみによる音色作成機能をオミットした上で、運搬面やDAWとの連携を重視して設計された廉価入門モデル。49鍵モデルのMX49は重量が3.8kg、61鍵モデルのMX61は4.8kgであり、エレキギター並の軽量化を実現している。2012年11月29日発売。デザインを任意に変更できるMXカスタマイズパネルも別途リリースされた。
本体のみではオリジナル音色を作成できないため、シンセサイザーというよりはプリセットキーボードである。サードパーティ製のライブラリアンソフトウェアを購入すると、PC上でイニシャルボイスからの音色の作成を行える。ユーザー音色エリアは100音色である。
- 音源方式：AWM2
- 最大同時発音数：128音
- 波形メモリー容量：166MB相当(16bit リニア換算)
- ボイス数：プリセット: 1,106ノーマルボイス+61ドラムキット GM: 128ノーマルボイス+1ドラムキット ユーザー: 128ノーマルボイス+8ドラムキット
- パフォーマンス数：128(16パート）
- エフェクト：リバーブ×9タイプ(42プリセット)、コーラス×17タイプ(88プリセット)、 インサーション×48タイプ(267プリセット)×4系統、マスターEQ (5バンド)
- 鍵盤数：MX49=49鍵、MX61=61鍵

### MOXF6 / MOXF8
MOX6 / MOX8 の後継として、MOTIF XFをベースに軽量化・低価格化・一部機能の追加がされたモデル。MOXF6、MOXF8の重量はそれぞれ7.1kg、14.9kgと前モデルとさほど変わらない。にもかかわらず、インサーションエフェクトが前モデルよりずっと多くのパートにかけられる、最大同時発音数が倍になるなど、かなりの機能改善がある。
心臓部となる音源、エフェクター部に関しMOシリーズ及びMOXシリーズがそれぞれベースとなったMOTIF ES、MOTIF XSに比べ同時発音数やインサーションエフェクト基数が半分以下にされ、かなり差別化されていたのに対しMOXFシリーズは特に差別化されることもなくベースとなったMOTIF XFと同じスペックが与えられている。
またシーケンサーのステップ入力機能も搭載されており(MOTIF XFには未搭載)キーボードの演奏が不得手なユーザーにも配慮されている。なおMOTIF XF用に発売されたフラッシュROMモジュール(FL512M/FL1024M)も搭載することが可能だが、出来るのはヤマハ及びサードパーティ各社から提供されるMOXF/MOTIF XF用のコンテンツを取り込むことやPC上のWAVデータのみでMOTIF XFで可能だった本体のみでのユーザーによるサンプリング(サンプラーとしての使用)は一切出来ない。2013年11月20日発売。
- 音源方式：AWM2+アーティキュレーション機能
- 最大同時発音数：128音、ただしシーケンサー部の最大同時録再音数は124音
- 波形メモリー容量：741MB相当(16bitリニア換算)、3,977ウェーブフォーム
- ボイス数：プリセット: 1,152ノーマルボイス GM: 128ノーマルボイス ユーザー: 128×3 (プリセットからのピックアップ) ノーマルボイス
- パフォーマンス数：256
- エフェクト：リバーブ×9タイプ、コーラス×22タイプ、インサーション(A、B)×54タイプ×8系統、 ボコーダー×1(インサーションA、Bを一組として使用)、マスターエフェクト×9タイプ、 マスターEQ (5バンド）、パートEQ (3バンド、ステレオ）
- 鍵盤数：MOXF6=61鍵（セミウェイテッド鍵盤）、MOXF8=88鍵（GHS鍵盤）

### MX49 BK / MX49 BU / MX49 WH / MX61 BK / MX61 BU / MX61 WH / MX88
MX49 BK / MX49 BU / MX49 WH / MX61 BK / MX61 BU / MX61 WHは、上記MX49 / MX61のリニューアルモデル。MX49 BK/BUとMX61 BK/BUは2016年9月1日発売。MX49 WHとMX61 WHは2016年12月1日発売。従来モデルとの違いは、iPhone / iPad との連携を強化し、USB Class Compliant に対応しており、iPhone、iPad とLightning - USB カメラアダプタを介してUSB 接続することで、iPhone, iPad の音声をMX シリーズ本体から出力可能した点。無料のFM音源アプリケーション『FM Essential』や、Steinberg 社のiPad 用アプリケーション『Cubasis LE』はそれぞれ、単体では機能制限があるが、これらを接続することで制限が解除され、フル機能バージョンとして使えるようになり、FM音源を拡張音源として使用したり、iPadで音楽制作をおこなうことが可能となる点。従来モデルでは別売りであった専用ソフトケースが付属品としてセットになっている点。ディスプレイの視認性を向上させた点。カラーバリエーションを増やした点。MX49 BK、MX61 BKはステージ上での視認性を高めるブラックモデルであり、MX49 BU、MX61BUはアクティブさを強くアピールするブルーモデル。MX49 WH、MX61 WHは限定発売のステージ上でも華やかな印象を放つことができるホワイトモデル。MX49 BU・MX49 WH・MX61 BU・MX61 WHは生産完了品。現行モデルはMX49 BK・MX61 BKと後述のMX88。
MX88は2017年5月1日発売。鍵盤には、低音部では重く、高音部にかけて段階的に軽い弾きごたえになるというアコースティックピアノ特有のタッチ感を再現しつつ軽量化も実現した「グレードハンマースタンダード（GHS）鍵盤」を採用しており、ピアノらしいタッチ感と表現力、多彩な高品位音源を兼ね備えている。ポップスからシックなアコースティックステージまで、あらゆるシーンに溶け込むモノトーン調カラーリングを施し、キャスター付きソフトケース(別売)に収納することで88鍵モデルでありながら抜群の取り回し易さを実現している。
- 音源方式：AWM2
- 最大同時発音数：128音
- 波形メモリー容量：166MB相当(16bit リニア換算)
- ボイス数：プリセット: 1,106ノーマルボイス+61ドラムキット GM: 128ノーマルボイス+1ドラムキット ユーザー: 128ノーマルボイス+8ドラムキット
- パフォーマンス数：128(16パート）
- エフェクト：リバーブ×9タイプ(42プリセット)、コーラス×17タイプ(88プリセット)、 インサーション×48タイプ(267プリセット)×4系統、マスターEQ (5バンド)
- 鍵盤数：MX49 BK/BU/WH=49鍵、MX61 BK/BU/WH=61鍵、MX88=88鍵

## 主な日本人ユーザー
- 小室哲哉（ES6,XS6,XF6,QUIT30 EDITION）
- 片倉三起也（ES6/7）
- 坂本龍一（MOTIF7,ES7/8,XS7,XF7）
- 浅倉大介 (MOTIF8,ES7,XS,XF)
- 向谷実（RACK,ES8/7/6,XS8/7/6,XF8/7）
- 福山雅治（XF8）
- 小林武史 (MOTIF7,XS7/8,XF8）
- 松武秀樹（RACK,XF8）
- 福田裕彦（ES,XS,XF）
- 河野伸（XF7,XS7）
- 安部潤（ES7,RACK-XS）
- 井上鑑（XF8,XS8,XF6,RACK-ES）
- 小野塚晃（XF8,XF7）
- 本間昭光（XF8,XF7,RACK-XS）

## 主な外国人ユーザー
- スティーヴィー・ワンダー（XS8）
- チック・コリア（XF8）
- スティーヴ・ポーカロ（XF7）
- パトリース・ラッシェン（RACK,ES8,ES7)
- ジェフ・ローバー（8,ES8)